# Escândalo dos atos secretos
O escândalo dos atos secretos se constitui em uma série de denúncias sobre a não publicação de atos administrativos, tais como de nepotismo e medidas impopulares, por exemplo, a extensão da assistência odontológica e psicológica vitalícia a cônjuges de ex-parlamentares, foram noticiadas na mídia, em junho de 2009, gerando mais uma mancha histórica na instituição. 

## Escândalo
O professor da Faculdade de Direito da UERJ, Gustavo Binenbojm afirmou "A não publicação é o caminho mais usado para a prática de improbidade administrativa. Evita o conhecimento da sociedade e dos órgãos de controle. Provavelmente foi este o objetivo".Neste episódio, que incluem atos de mais de 10 anos, os atos serviam para benefício próprio dos senadores e funcionários.
O senado perde assim credibilidade e questiona-se o fato de as comissões de ética e corregedoria das instituições políticas (senado, câmara dos deputados, assembleias legislativas estaduais, câmaras municipais etc), responsáveis por investigar e julgar irregularidades cometidas por membros da instituição, serem formadas por integrantes das referidas casas. O presidente do senado, José Sarney, negou as acusações, afirmando que houve erro técnico, e assim os atos não foram revogados. Publicamente, os senadores defendem a anulação dos atos secretos.
O senador Eduardo Suplicy (PT-SP) pediu a anulação de ato secreto editado em 2000 que estendeu a assistência médica vitalícia dos parlamentares aos diretores-gerais e secretários-gerais da Casa. O senador admite que pode ter assinado o ato sem ter pleno conhecimento do seu conteúdo. "Na ocasião, eu era suplente da Mesa Diretora. Não me lembro que esse assunto tenha sido debatido em alguma reunião. Por vezes acontecia do secretário da Mesa coletar as assinaturas dos senadores, inclusive suplentes, nas atas e documentos". Afirmou ainda, que a OAB lançou nota de "repúdio aos escândalos do senado", na qual afirma "Mais que isso, repudia os termos do pronunciamento feito por seu presidente, José Sarney, da tribuna do Senado, quando procurou eximir-se de responsabilidades".
A lei 8.429, de 1992, que trata da improbidade no serviço público, classifica como contra os princípios da administração pública "qualquer ação ou omissão que viole os deveres de honestidade, imparcialidade, legalidade e lealdade às instituições", entre eles o de "negar publicidade aos atos oficiais". A lei prevê ainda "ressarcimento integral do dano, se houver, perda da função pública, suspensão dos direitos políticos de três a cinco anos", entre outras penalidades.
Em meio a crise, o presidente Lula afirmou: "Eu sempre fico preocupado quando começa no Brasil esse processo de denúncias, porque ele não tem fim e depois não acontece nada" e "Sarney tem história no Brasil suficiente para que não seja tratado como se fosse uma pessoa comum."
Investigações internas do senado, motivadas pelas denúncias, apontou irregularidades em todos os contratos de prestação de mão de obra.
Os atos secretos envolvem grande parte dos senadores, de diversos partidos e estados. Os beneficiados foram:
- Aldemir Santana (DEM-DF)
- Antonio Carlos Júnior (DEM-BA)
- Augusto Botelho (PT-RR)
- Cristovam Buarque (PDT-DF)
- Delcídio Amaral (PT-MS)
- Demóstenes Torres (DEM-GO)
- Edison Lobão (PMDB-MA)
- Efraim Moraes (DEM-PB)
- Epitácio Cafeteira (PTB-MA)
- Fernando Collor (PTB-AL)
- Geraldo Mesquita (PMDB-AC)
- Gilvam Borges (PMDB-AP)
- Hélio Costa (PMDB-MG) licenciado (ministro)
- João Tenório (PSDB-AL)
- José Sarney (PMDB-AP)
- Lobão Filho (PMDB-MA)
- Lúcia Vania (PSDB-GO)
- Magno Malta (PR-ES)
- Marcelo Crivella (PRB-RJ)
- Maria do Carmo (DEM-SE)
- Papaléo Paes (PSDB-AP)
- Pedro Simon (PMDB-RS)
- Renan Calheiros (PMDB-AL)
- Roseana Sarney (PMDB-MA) renunciou para assumir o governo do MA
- Sérgio Zambiasi (PTB-RS)
- Serys Slhessarenko (PT-MT)
- Valdir Raupp (PMDB-RO)licenciado (ministro)
- Wellington Salgado (PMDB-MG)

Os senadores que assinaram atos secretos quando integravam a Mesa Diretora da Casa foram:
- Antonio C. Valadares (PSB-SE)
- César Borges (PR-BA)
- Eduardo Suplicy (PT-SP)
- Garibaldi Alves Filho (PMDB-RN)
- Heráclito Fortes (DEM-PI)
- Mozarildo Cavalcanti (PTB-RR)
- Paulo Paim (PT-RS)
- Romeu Tuma (PTB-SP)
- Tião Viana (PT-AC)